# هنري مانوس
كان هنري فيليب مانوس (21 يوليو 1851 - 24 أكتوبر 1931)، من هواة جمع الطوابع الهولنديين الذي وقع على قائمة رابطة هواة جمع الطوابع المتميزين في عام 1924. وكان عضوًا في الجمعية الملكية لهواة جمع الطوابع في لندن منذ عام 1910، والممثل الخاص لتلك الجمعية في هولندا.